# Christopher Robin (film)
Christopher Robin (Nederlandse titel: Janneman Robinson & Poeh) is een Amerikaanse film uit 2018, geregisseerd door Marc Forster en geschreven door Alex Rose Perry, Tom McCarthy en Allison Schroeder, gebaseerd op een verhaal van Greg Brooker en Mark Steven Johnson. De film is geïnspireerd door personages uit het boek Winnie de Poeh uit 1926 van A.A. Milne en Ernest Shepard. De film combineert liveactionbeelden met animatie. In de film speelt Ewan McGregor de rol van Christopher Robin (Nederlands: Janneman Robinson). 
De film werd geproduceerd en gedistribueerd door Walt Disney Pictures en ging op 30 juli 2018 in première in Burbank (Los Angeles County, Californië).

## Verhaal
Christopher Robin (Janneman Robinson), het jongetje van de avonturen van Winnie de Poeh, is nu een volwassen man die in loop der jaren zijn verbeeldingskracht heeft verloren. Hij heeft na de Tweede Wereldoorlog een gezin en woont met zijn vrouw Evelyn en dochter Madaline in Londen. Christopher is een hardwerkende man die amper de eindjes aan elkaar kan knopen. Als hij zijn gezin een weekendje weg belooft, kan hij geen vrij krijgen van zijn baas. Als hij op een bankje daarover zit te piekeren, verschijnt plotseling zijn beste vriend uit zijn kindertijd die hem wil helpen.

## Rolverdeling
| Acteur                 | Personage                                             |
| ---------------------- | ----------------------------------------------------- |
| Ewan McGregor          | Christopher Robin (Janneman Robinson)                 |
| Hayley Atwell          | Evelyn Robin                                          |
| Bronte Carmichael      | Madeline Robin                                        |
| Mark Gatiss            | Giles Winslow                                         |
| Oliver Ford Davies     | vader van Giles Winslow                               |
| Ronkẹ Adékoluẹjo       | Katherine Dane                                        |
| Adrian Scarborough     | Hal Gallsworthy                                       |
| Roger Ashton-Griffiths | Ralph Butterworth                                     |
| Acteur                 | Stem                                                  |
| Jim Cummings           | Winnie the Pooh (Winnie de Poeh) en Tigger (Teigetje) |
| Brad Garrett           | Eeyore (Iejoor)                                       |
| Nick Mohammed          | Piglet (Knorretje)                                    |
| Peter Capaldi          | Rabbit (Konijn)                                       |
| Sophie Okonedo         | Kanga                                                 |
| Sara Sheen             | Roo (Roe)                                             |
| Toby Jones             | Owl (Uil)                                             |

## Nederlandse/Vlaamse Stemmen
- Thomas Cordie als Christopher Robin (Janneman Robinson)
- Marjan de Gendt als Evelyn Robin
- Lotte Heuten als Madeline Robin
- Edward Reekers als Giles Winslow
- Job Schuring als Winnie de Poeh
- Kees van Lier als Teigetje
- Paul Klooté als Iejoor
- Philip ten Bosch als Knorretje
- Hein Boele als Konijn
- Simon Zwiers als Uil
- Thijs Pacanda als Roe
- Beatrijs Sluijter als Kanga
- Victor van Swaay als Verteller

## Achtergrond

### Productie
Op 2 april 2015 werd door Walt Disney Pictures aangekondigd om een liveactionfilm te maken over de personages van de verhalen van Winnie de Poeh. Op 18 november 2016 werd bekendgemaakt dat Marc Forster de film zou gaan regisseren. Op 26 april 2017 werd Ewan McGregor gecast voor de titelrol. De opnames begonnen begin augustus 2017 in het Verenigd Koninkrijk en werden op 4 november 2017 afgerond. Op 6 maart 2018 verscheen de eerste filmposter van Christopher Robin.

### Muziek
Jóhann Jóhannsson werd kort voor zijn dood op 9 februari 2018 ingehuurd voor het schrijven van de filmmuziek. Klaus Badelt werd aangekondigd als vervanger, maar de muziek werd uiteindelijk geschreven door Geoff Zanelli en Jon Brion. De soundtrack bevat naast de originele filmmuziek van Zanelli en Brion ook drie liedjes van Richard Sherman.

## Trivia
- Dit is de eerste live-action-Disneyfilm waarin een acteur van de animatiefilms zijn/haar rol herneemt. In dit geval is dat Jim Cummings, die al jaren de officiële stem deed voor Winnie De Poeh en Teigetje.